# 日本とバハマの関係
日本とバハマの関係（にほんとバハマのかんけい、英語: Japan–Bahamas relations） では、日本とバハマの関係について概説する。

## 両国の比較
|             | バハマ                      | 日本                           | 両国の差                |
| ----------- | --------------------------- | ------------------------------ | ----------------------- |
| 人口        | 38万9482人（2019年）        | 1億2626万人（2019年）          | 日本はバハマの約324.2倍 |
| 国土面積    | 1万3880km²                  | 37万7972 km²                   | 日本はバハマの約23.2倍  |
| 首都        | ナッソー                    | 東京都                         |                         |
| 最大都市    | ナッソー                    | 東京都区部                     |                         |
| 政体        | 立憲君主制                  | （民主制）議院内閣制           |                         |
| 公用語      | 英語                        | 日本語（事実上）               |                         |
| 国教        | なし                        | なし                           |                         |
| GDP（名目） | 135億7880万米ドル（2019年） | 5兆819億6954万米ドル（2019年） | 日本はバハマの約374.3倍 |

## 歴史
1973年7月10日にバハマはイギリスから独立し、日本は同月27日にこれを承認。1975年3月11日には外交関係が樹立し、在ジャマイカ日本国大使館が同国を兼轄、首都ナッソーには日本の名誉総領事が置かれた。1997年4月には初代駐日大使シドニー・ポワチエの信任状捧呈が行われ、2004年8月には東京に在東京バハマ名誉領事館が設置された。

## 現況
バハマはカリブ共同体の加盟国であり、外交方針は同じ加盟国である近隣のカリブ諸国や中米諸国、旧宗主国であるイギリスやアメリカ合衆国との関係を重視しながら、関係の多角化を図っている。日本とはカリブ共同体を通じて間接的な関係強化が図られているほか、ODAを通じた交流が行われている。2017年までの累計の援助実績はおよそ3億円で、バハマはハリケーンに悩まされる災害大国である事から日本の援助内容は主に島嶼国特有の災害脆弱性改善への支援である。2015年10月には大型ハリケーン・ホアキンがバハマを襲ったが、日本は防災分野の物資・技術提供などその復興支援も行った。また、1996年に行われた技術協力の一環としての研修員受入は、これ以降2014年度まで実施されていなかったが、2015年度から再開された。
経済関係は、バハマの2019年対日輸出額は67.7億円に対し、対日輸入額が1405.5億円と、バハマ側の大幅赤字となっている。理由としては、バハマは大小700の広範囲に点在する島々からなる島嶼国であり、移動や社会システム上船舶は欠かせないが、それを日本から輸入している事が挙げられる。バハマにとって、日本はアメリカやEUと並ぶ主要な輸入貿易相手国である。一方、バハマは日本に有機化合物を輸出しており、これは日本の研究や工業に欠かせないものである。
バハマは外国企業、金融機関を誘致するために所得税、法人税等を免除するタックス・ヘイヴン政策を採用しており、外国の銀行や多国籍企業の事務所、そしてペーパーカンパニーが集積している。それは日本の企業も例外ではなく、法人税脱税の懸念がある事から2011年には両国間で「日・バハマ租税協定」が結ばれた。しかし2016年にはペーパーカンパニーのリストである「バハマ文書」がリークされ、複数の日本企業にも影響を及ぼしている。また、便宜置籍船の登録数もパナマやリベリア、マーシャル諸島に次いでバハマは世界有数であり、日本で就航している船にもバハマ船籍は多い。リゾート地としても名高いバハマへ旅行する日本人も年々増えており、2013年には753人が日本からバハマに入国した。

## 外交使節

### 駐バハマ日本大使
駐ジャマイカ日本大使が兼轄

### 駐日バハマ大使
1. シドニー・ポワチエ（ナッソー常駐、1997～2012年[3]、信任状捧呈は4月16日[15]）
  - 空席（2012～2016年）
2. エルウッド・ドナルドソン（ナッソー常駐、2016～2023年、信任状捧呈は7月21日[16]）
3. セドリック・アレキサンダー・スコット（ナッソー常駐、2023年～、信任状捧呈は9月20日[17]）